# Risveglio nazionale lituano

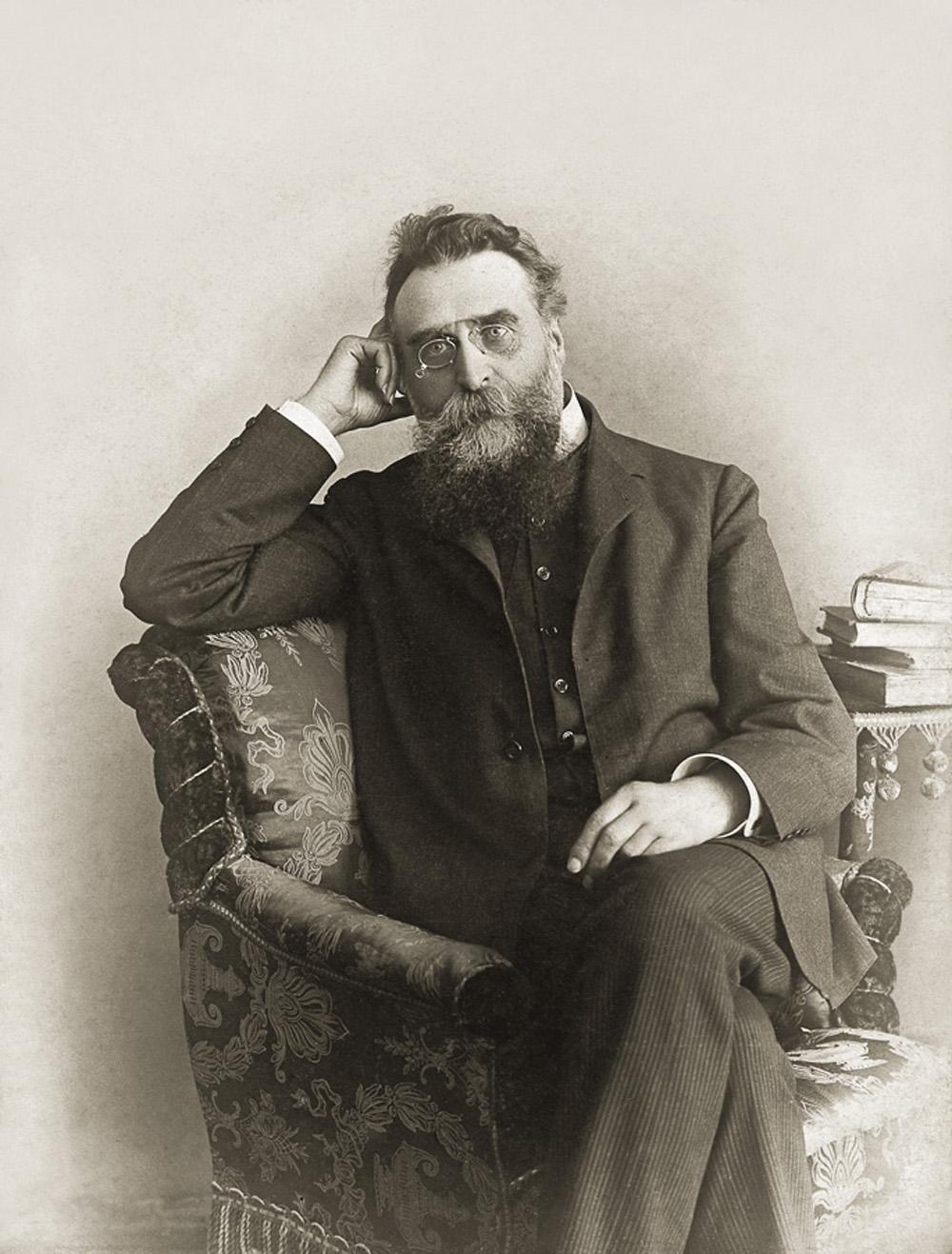
Jonas Basanavičius, uno degli esponenti di spicco del Risveglio Nazionale Lituano

Il Risveglio Nazionale Lituano (in lingua lituana Lietuvių tautinis sąjūdis)  fu un periodo della storia della Lituania del XIX secolo, quando la maggior parte del territorio lituano apparteneva all'Impero russo, quota risultante della spartizione della Confederazione polacco-lituana. Il Risveglio si espresse nell'autodeterminazione del popolo lituano che portò alla moderna nazione lituana e culminò con l'Atto d'indipendenza della Lituania, firmato il 16 febbraio 1918 che diede origine ad uno stato lituano indipendente e sovrano. I partecipanti più attivi di questo revival furono Vincas Kudirka, Jonas Basanavičius ed altri patrioti lituani. Il periodo corrisponde grosso modo al sorgere del Nazionalismo romantico e di altri movimenti nazionalistici che si svilupparono nel XIX secolo in europa.

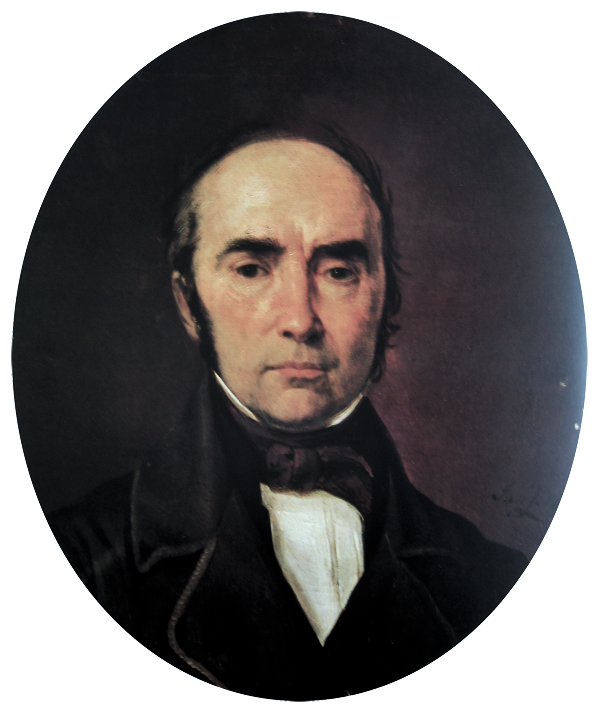
Ritratto di Simonas Daukantas, olio su tela di Jan Rustem

Il Risveglio fu preceduto da un breve periodo, risalente all'inizio del XIX secolo, noto come "Risveglio samogiziano", guidato da alcuni studenti dell'Università di Vilnius, tra i quali si distinsero Simonas Daukantas e Simonas Stanevičius. Il più recente dei revival lituani può essere collegato agli sviluppi avvenuti in Lituania che vanno sotto il nome di Rivoluzione cantata.

## La situazione della lingua lituana
A causa del lungo periodo di unione politica con la Polonia e quello di russificazione adottata dall'Impero russo, gran parte della nobiltà lituana nel XIX secolo era divenuta "polonizzata", cioè la lingua lituana era stata relegata nell'uso alle classi sociali più umili ed il ceto medio tendeva ad utilizzare il polacco per motivi di prestigio sociale. Il lituano era in prevalenza una lingua parlata e veniva considerato inidoneo all'utilizzo come lingua scritta; esso si conservò comunque presso famiglie della piccola nobiltà, specialmente nella regione della Samogizia. Il linguaggio non era standardizzato, la sua grammatica variava ampiamente da regione a regione, secondo le diverse forme dei dialetti dell'Aukštaitija e della Samogizia e delle loro varianti. Ci si aspettava anche l'estinzione della lingua lituana ed i territori orientali, ove ora vi è la moderna Lituania, e il nord-ovest della Bielorussia divennero sempre più slavizzati e molti utilizzavano, nelle loro attività quotidiane, la lingua polacca o quella bielorussa.
All'inizio del XX secolo, l'uso della lingua lituana era limitato alle zone rurali e l'unica zona ov'essa era considerata adatta alla letteratura era la Lituania minore, che si trovava sotto controllo tedesco nella Prussia Orientale. Anche qui però l'afflusso di immigrati dalla Germania minacciava la lingua locale e la cultura lituano-prussiana.
Numerosi fattori contribuirono al successivo risveglio: la lingua attirò l'attenzione degli studiosi delle discipline emergenti di linguistica comparativa; dopo l'emancipazione russa del 1861 la mobilità sociale aumentò, dai ranghi della popolazione rurale emersero intellettuali e la lingua lituana venne associata nell'identità della nazione lituana, come altrove in Europa. All'interno della Chiesa cattolica, gli ostacoli che precedentemente avevano impedito ai popolani di accedere al sacerdozio furono fortemente attenuati. Relazioni più strette si svilupparono fra il clero colto, che stava arricchendosi di lituani, ed i parrocchiani, compresa la simpatia destata dal loro utilizzo della lingua lituana.
Gli stessi movimenti nazionali emergenti presero le distanze sia dall'influenza polacca che da quella russa e l'utilizzo della lingua lituana venne visto come una caratteristica importante di questi movimenti.

## Lo sviluppo dell'idea di nazione

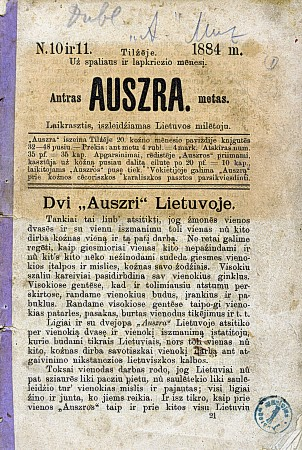
Auszra formulò le idee di nazionalismo

Lo sviluppo della cultura nazionale lituana e della relativa identità nazionale fu successivamente ostacolato dal "bando della stampa lituana", una delle misure repressive poste in atto dalle autorità russe che seguirono la rivolta del gennaio 1863.  Esso consisteva nel divieto di pubblicazioni in lingua lituana, scritte con l'alfabeto latino (ma non quelle, sempre in lingua lituana, scritte in caratteri cirillici). Dopo la rivolta venne abbandonata definitivamente la servitù della gleba.
Il Risveglio ebbe inizio fra giovani colti di estrazione lituana, che si dedicavano a studi di alto livello presso le università dell'Impero russo e di altri stati esteri. Molti appartenevano a famiglie benestanti di origine agricola quindi, provenendo da classi rurali, erano meno condizionati dalla colonizzazione. Il movimento si concretizzò nella creazione dei giornali lituani Aušra e  Varpas, seguita dalla stampa di poemi e libri in lingua lituana. Questi scritti romanticizzavano il passato del Granducato di Lituania, dipingendolo come nazione di grande potenza e ricca di eroi.
Il Risveglio fu la punta di lancia del movimento indipendentista, con numerose organizzazioni che si opponevano all'influenza russa. La politica russa divenne, in risposta, più aspra e vi furono attacchi alle chiese cattoliche, mentre proseguì il bando contro la lingua lituana.
Ma anche in presenza del bando sulla stampa, la letteratura lituana si sviluppò significativamente e risultò una delle maggiori fra le nazioni dell'Impero russo, dietro soltanto alla Finlandia, all'Estonia ed alla Lettonia. La nazione politica lituanasi era già formata nel corso dei secoli; le proteste politiche trovarono la loro voce nella Grande Assemblea di Vilnius, tenutasi fra il 4 ed il 5 dicembre 1905, mentre il bando della lingua era già stato ritirato nel 1904.